# Григор Стоичков
Григор Георгиев Стоичков е български политик, кандидат-член на Политбюро на ЦК на БКП, народен представител и министър.

## Биография
Григор Стоичков е роден на 2 февруари 1926 г. в село Горна Малина, Новоселско. От 1940 г. е член на РМС, а от 1946 г- и на БКП. Участва в Съпротивителното движение през Втората световна война. На 18-годишна възраст влиза в затвора по ЗЗД за укриване на нелегалната печатница на вестник „Работническо дело“.  Отделно е интерниран в лагера Кръстополе. През март 1944 г. е интерниран в лагера „Кръстополе“.
След 9 септември 1944 г. работи в държавния апарат. Между 1945 и 1947 г. е секретар на Околийския комитет на РМС, а през 1948 г. и на Околийския комитет на ОФ в Елин Пелин. От 1947 до 1948 г. е кмет на родното си село. През 1952 г. става председател на ОК на ОФ в София, а през декември същата година става зам.-председател на Окръжния народен съвет в София. Завършва Висшата школа на КПСС (1957). Избиран е за народен представител в периода 15 март 1962 до 3 април 1990 г. През 1958 г. става секретар на ОК на БКП в София, а от май 1961 до октомври 1969 г. е първи секретар на същия комитет. Членува в ЦК на БКП от 1962 до 1990 г. Между януари 1984 и декември 1989 г. е кандидат-член на Политбюро на ЦК на БКП. През 1986 г. е удостоен със званието „Герой на социалистическия труд“.
Многократно е избиран за министър: министър на транспорта (1969 – 1973), министър на строежите и архитектурата (1973 – 1977), министър на строителството и селищното устройство (1984 – 1986). На 6 септември 1974 г. открива новата сграда на Централна гара-София като министър на строежите и архитектурата.  Заместник министър-председател на Министерски съвет (1977 – 1989).
От ноември 1991 г. до юли 1994 г. се води дело, в което Стоичков и Любомир Шиндаров са обвинени в това, че са нарушили нормативните документи за санитарните радиационни правила и не са взели достатъчно ефективни мерки за опазване здравето на населението при Чернобилската авария през 1986 г. Стоичков е осъден на две години затвор. Преживява инфаркт през 1995 г. и е освободен предсрочно през април 1996 г.  Умира на 23 юли 2016 г.

## Трудове
- „Животновъдството – рентабилен отрасъл“ (1967)
- „Двоен живот. Спомени“ (3 изд., 1986)